# Paolo Gentiloni
Paolo Gentiloni (Rim, 22. studenog 1954.), talijanski je političar i predsjednik talijanske vlade. U prosincu 2016. ga je predsjednik Italije, Sergio Mattarella, imenovao talijanskim premijerom. Obnašao je dužnost ministra vanjskih poslova u vladi Mattea Renzia, koji je dao ostavku na dužnost premijera nakon poraza na referendumu o novom ustavu.